# Александрия (област)
Вижте пояснителната страница за други значения на Александрия.
Александрия (на арабски: الإسكندرية) е мухафаза в Северен Египет.
Разположена е на по брега на Средиземно море. Граничи с областите Бухайра на изток и Матрух на запад. Административен център е град Александрия.

## Административно деление
Областта се поделя на 3 окръга:
- Александрия
- Нови Бурдж ал-Араб
- Бурдж ал-Араб

## Население
| население | година    |
| --------- | --------- |
| 1976      | 2 318 655 |
| 1986      | 2 917 327 |
| 1996      | 3 328 196 |
| 2004      | 3 755 901 |
| 2006      | 4 110 015 |
| 2008      | 4 247 414 |